# Marisa Ramirez
Marisa Maguire Ramirez (Los Angeles, 15 settembre 1977) è un'attrice ed ex modella statunitense.

## Biografia
Nata a Los Angeles, comincia la sua carriera recitando nella soap opera General Hospital nel 2002, interpretando il ruolo di Gia Campbell.
Dal 2006 al 2007 entra nel cast di un'altra soap, Febbre d'amore, dove interpreta il ruolo di Carmen Mesta/ Ines Vargas.
Dopo aver partecipato a serie televisive di prima serata, dal 2013 è nel cast principale di Blue Bloods, nel ruolo del detective Maria Baez.

## Filmografia parziale

### Cinema
- Backstreet Boys: All Access Video (1998) (Video)
- All Souls Day: Dia de los Muertos, regia di Jeremy Kasten (2005)
- Itty Bitty Titty Committee, regia di Jamie Babbit (2007)
- Columbia Ave., regia di Mel Rodríguez (2009) (short)
- The Funeral Planner, regia di Lynn Isenberg e Chelsea Low (2010) (Video short)
- Contract, regia di Mel Rodríguez (2010) (short)
- The Extendables, regia di Brian Thompson (2014)

### Televisione
- Port Charles – soap opera (1997)
- USA High – serie TV (1998)
- Roswell – serie TV (1999)
- Senseless Acts of Video – serie TV (2000)
- General Hospital – soap opera (2002)
- CSI: Miami – serie TV (2003)
- Miracles – serie TV (2003)
- Century City – serie TV (2004)
- Dr. Vegas – serie TV (2004)
- Hitched – film TV (2005)
- Senza traccia (Without a Trace) – serie TV (2006)
- Febbre d'amore (The Young and the Restless) – soap opera (2006-2007)
- Shark - Giustizia a tutti i costi (Shark) – serie TV (2007)
- Supernatural – serie TV (2008)
- Mental – serie TV (2009)
- Castle – serie TV, episodio 2x11 (2009)
- The Suit Life on Deck – serie TV (2010)
- CSI: NY – serie TV (2010)
- Miami Medical – serie TV (2010)
- Past Life – serie TV (2010)
- Rizzoli & Isles – serie TV, episodio 1x01 (2010)
- The Quickening – film TV (2010)
- Spartacus - Gli dei dell'arena (Spartacus: Gods of the Arena) – miniserie TV (2011)
- Bones – serie TV (2011)
- Against the Wall – serie TV (2011)
- The Mentalist – serie TV (2012)
- Prosecuting Casey Anthony – film TV (2013)
- Body of Proof – serie TV (2013)
- Blue Bloods – serie TV (2013-2024)

## Doppiatrici italiane
- Antonella Rinaldi in Miracles
- Domitilla D'Amico in Mental
- Ilaria Latini in Castle
- Barbara De Bortoli in Spartacus - Gli dei dell'arena
- Laura Lenghi in Blue Bloods